# Saeed Al Mowalad
Saeed Al Mowalad (9 de março de 1991) é um futebolista profissional saudita que atua como defensor.

## Carreira
Saeed Al Mowalad representou a Seleção Saudita de Futebol na Copa da Ásia de 2015.